# Norton Commander

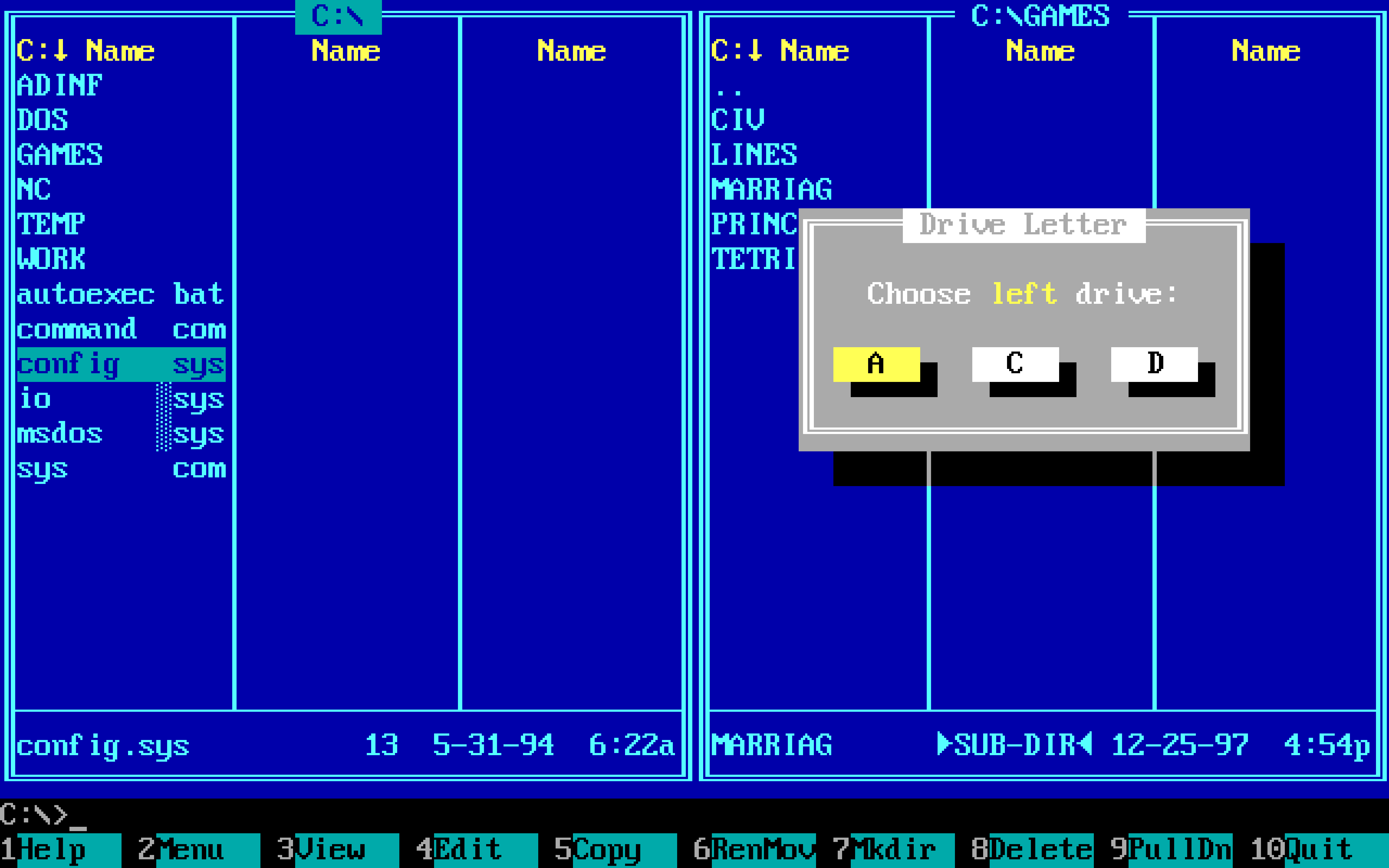
Pantalla de navegación de Norton Commander

Norton Commander (NC), en español El Comandante Norton, es un administrador de archivos ortodoxo usado en la época en que DOS predominaba en las máquinas PC compatibles. La principal utilidad de este programa es poder realizar cualquier operación con archivos y directorios (crear, mover, copiar, borrar, buscar) sin tener que usar los comandos del shell de DOS ( archivo: COMMAND.COM ), lo que permite una mayor eficiencia en la gestión.

## Datos
La facilidad de uso de NC está basada en la posibilidad de tener dos objetos de manipulación de archivos enfrentados en cualquier momento. Después de empezar el programa, el usuario ve dos paneles con listas de archivos, que pueden ser configurados fácilmente para mostrar información acerca del otro panel, un árbol de directorios, u otras opciones. En la parte inferior de la pantalla, NC muestra una lista de comandos, prolongada según se necesite con las teclas CTRL y ALT. Así, sin usar mucho el ratón (la funcionalidad de ratón fue integrada alrededor de la versión 3.0), el usuario puede realizar muchas acciones de manipulación de archivos de una manera rápida y eficiente. Además, el visor de texto incorporado (se abre con F3) y el editor (F4) hicieron de NC la herramienta de DOS para los usuarios experimentados.

## Historia
Después de que Microsoft liberara su sistema operativo Windows 95 y muchos usuarios emigraran al nuevo sistema gráfico, bajó la popularidad de NC debido a la popularidad del Explorador de Windows y la ausencia de soporte del estándar de Nombres de Archivo Largos (NAL, LFN en inglés). Sin embargo, Symantec liberó NC 5.51, el cual soporta nombres largos de archivos y volvió a ser útil en una partición típica de Windows. NC 5.51 usa la API LFN, y si el usuario quiere utilizar nombres largos, debe trabajar en una GUI Windows, o en presencia de DOSLFN o algún TSR parecido trabajando en DOS puro. Si no, el modo de soporte para nombres largos no funcionará y NC 5.51 tendría que truncar los nombres largos.
En noviembre de 1992 fue lanzada la versión 1.0 para OS/2, con soporte para el sistemas de archivo FAT y HPFS. Incluía la versión tradicional en modo texto y Norton Desktop para Presentation Manager (PM).
A pesar del descenso en su uso, Norton Commander fue muy popular durante la era de DOS y ha sido clonado extensamente. Estos clones se describen más abajo. 
Después de liberarse el NC tradicional 5.51 con soporte de nombres largos, en 1999 Symantec introdujo una nueva versión gráfica: Norton Commander para Windows. Esta versión se integra completamente con Windows (soporta nombres largos aún más sofisticados y la Papelera de reciclaje) e integra también un programa de Vista Rápida que permite ver archivos tales como documentos de varios programas de Microsoft Office, en uno de los paneles. La última versión para Windows de Norton Commander, la 2.01, fue liberada el 1 de febrero de 1999. 
Existió también la versión 7.0 que funcionó perfectamente con Windows 95, funciona hasta la actualidad con Windows 7, configurando que los archivos eliminados los borre directamente sin enviar a la papelera de reciclaje, debido a que hace un par de versiones de Windows cambio la manera de referenciar a la misma.
Para muchos usuarios antiguos y coleccionistas, Norton Commander es una pieza de software valorado y un objeto de nostalgia de los años 1980, comenzando a ser menos común y más valioso según pasa el tiempo. Sin duda alguna el Norton Commander evolucionó en la era del Windows 3.1

## Programas similares
- Altap Salamander para Windows (antiguamente conocido como Servant Salamander).
- BeFar para Haiku.
- Dos Navigator para DOS.
- DOSView para DOS.
- FAR Manager para Windows.
- Free commander para Windows (gratuito).
- Genesis Commander para Haiku.
- Krusader para KDE.
- Midnight Commander principalmente para sistemas Unix y derivados pero también funciona en Windows y Mac OS X. También había una versión escrita en GTK+ 1.2, el Gnome Midnight Commander o gmc, disponible en Gnome 1.2 y 1.4
- muCommander multiplataforma (basado en Java).
- Total Commander para Windows (shareware, antiguamente conocido como Windows Commander).
- Volkov Commander para DOS.
- xplorer² para Windows (Versión Lite gratuita).
- XYplorer para Windows.

También hay otras aplicaciones con el aspecto del Norton Commander pero con distintas funcionalidades, como archivadores, editores hexadecimales, etc. La mayoría son herramientas de DOS.
- Commandline ACE, es un archivador para DOS y Windows, el único compresor OFM que soporta nombres largos de archivo (LFN).
- Hiew: editor hexadecimal y desensamblador.
- Pksmart: empaquetador EXE para DOS.
- RAR: archivador (compresor) para DOS y Windows.
- RAX: archivador (compresor) para DOS.

## Nota
1. ↑  InfoWorld Media Group, Inc. (7 de julio de 1986). InfoWorld. InfoWorld Media Group, Inc. pp. 36-. ISSN 01996649. Consultado el 17 de mayo de 2012.
2. ↑  «Norton Commander for OS/2 | eCSoft/2». ecsoft2.org. Consultado el 16 de agosto de 2021.

- Datos: Q776479